# EXライブ
EXライブ（イーエックスライブ）は、エキスプレスが運営していたCSチャンネル。スカパー!プレミアムサービスと一部のケーブルテレビにて配信されていた。

## 沿革
- 1997年11月 - 「CARチャンネル」[注 1]、SKY PerfecTV! Ch.218にて開局。放送事業者はスカイビジョン
- 2002年4月 - チャンネル名を「ビクトリーチャンネル」に変更
- 2012年10月 - スカパー!プレミアムサービス Ch.541での放送を開始、同時に無料放送から有料放送（500円/月）へ変更
- 2012年11月 - 放送事業者がエキスプレスに変更
- 2013年4月 - 放送事業者がスカパー・ブロードキャスティングへ変更（エキスプレスは番組供給事業者となる）
- 2014年5月 - Ch.288での放送を終了
- 2014年6月 - チャンネル名を「EXライブ」に変更
- 2015年6月 - 翌月よりチャンネル名が「CLUB TV」に変更される事に伴い、「EXライブ」で放送していた番組の数を縮小し、CLUB TV制作の番組を織り込む。
- 2015年7月 - チャンネル名を「CLUB TV」に変更。「EXライブ」で放送していた番組はすべて終了し、CLUB TV制作の番組のみに移行。

## 視聴できるメディア
スカパー!プレミアムサービス以外で視聴できたメディアは下記の通り。
- 西興部村コミュニケーションネットワーク（北海道）
- 日本通信放送（茨城県）
- JCN足立（東京都）
- 能登町有線テレビ放送（石川県）
- ケイ・キャット（eo光テレビを含む。大阪府・京都府・兵庫県・滋賀県・奈良県・和歌山県 2009年4月より提供開始）
- ケーブルテレビあなん（徳島県）
- 愛媛CATV（愛媛県）
- 四国中央テレビ（愛媛県）
- 沖縄ケーブルビジョン（沖縄県）

## 主な番組

### 過去に放送していた番組
- 「アロハ天国」
- 「秋山莉奈&芳賀優里亜のJヴァカンス」
- 「イアン･ダンバー博士考案のK9ゲームで楽しみながら愛犬のしつけ」
- 「仮面女子会〜地下アイドルの本音〜」
- 地上波で放送されたグルメ番組の再放送（30分単位で分割して放送）
- 鈴鹿サーキット・レース中継
- 通販番組（ノンスクランブル放送）
- 競輪中継（2014年4月 - 2015年3月、ノンスクランブル放送）
  - 立川競輪・西武園競輪のレースを中継。
- 「布川敏和の上海レストラン」
- 「食探訪記 パンチ佐藤の美味いぞニッポン!」
- 「小島よしお的!グルメいただきマッチョ」
- 「極旨☆食KING 〜グルメいちばん星〜」
- Music Planet
- 日本キックボクシング連盟 FIGHTING MAN
- SQUARE-UP KICKBOXING道場主催興行
- JOY POP SCRAMBLE TV
- NBL 2013-2014 プレーオフ・ファイナル（2014年5月）
- ビクトリーショップ（通販番組、一部時間帯はノンスクランブル放送）
- 鉄道チャンネルで初回放送された番組（2013年6月 - 2014年3月）
  - 水戸岡鋭治特集
  - ぐるり日本鉄道の旅
  - 運転室展望
  - 吉川ひとり旅→鉄道ひとり旅
  - 樺南林業鉄路〜秋・冬〜
  - 鉄道むすめ〜Girls be ambitious
- エキサイティングゾーン〜競艇中継〜（ノンスクランブル放送）
住之江競艇場の開催を中継していた。2013年6月 - 11月は放送中断。2013年5月までは蒲郡競艇場・尼崎競艇場・びわこ競艇場・三国競艇場・平和島競艇場・宮島競艇場でのレース中継実績があった

など
無料放送時代
- 『台湾写真紀行』
- 『TERUの新台コロンブス』
- 『NOTICE!不都合な真実』映画「不都合な真実」特別ミニ番組 筑紫哲也の単独インタビューを交えて、地球温暖化を取り上げた番組
- 『大阪ロック大将』
- 『ハリー・ポッターSPECIAL』大ヒット映画「ハリー・ポッター」シリーズの公開にあわせ特別番組をシリーズ2作目より放送
- 『映画「蟲師」SPECIAL』(映画に出演の蒼井優のインタビューを交えた映画公開特番)
- 『エヴァンゲリオン〜奇跡の価値はSPECIAL〜』
人気のパチンコ「エヴァンゲリオン〜奇跡の価値は〜」の導入にあわせ、アスカ役の声優をつとめる宮村優子をゲストに迎えての特別番組。
- 『ララピポ スペシャル』成宮寛貴主演映画・単独インタビュー＆メイキングなどを交えたV-stage特番。
- 『重力ピエロ スペシャル』伊坂幸太郎原作『重力ピエロ』の映画化にあたり特番。V-stageの特番であり、加瀬亮、岡田将生の単独インタビューなどを絡めたプログラム。
- 『エンターテイメント情報 V-stage』
映画を中心に、ゲーム、音楽などのエンタメ情報を紹介していた番組。2006年からスタート。
スカパー！では無料でありながら、藤原竜也、蒼井優、妻夫木聡、瑛太、玉山鉄二などの国内俳優、イ・ドンゴン、イ・ジュンギ、ダイアン・クルーガー、チャン・ツィイー、ジェイソン・ステイサムなどの海外の俳優などがゲストで登場していた。
- 『Meets Regional TV〜なんやゆうても「なんば」やで!〜』
- 『エキサイティング・グランプリ劇場』
- 『新台コロンブス』
- 『杉浦幸のぱちんこPARK SEASON2』
- 『Cinema Break!』